# Pedrezuela
Pedrezuela è un comune spagnolo di 1 670 abitanti situato nella comunità autonoma di Madrid.